# Movimento secundarista
O Movimento Estudantil Secundarista foi um movimento estudantil da década de 1960 no Brasil.

## História
O movimento foi chamado Secundarista por estar relacionado ao nível de ensino do segundo grau (atualmente denominado de ensino médio). Em São Paulo, assim como os movimentos universitários, ele foi praticamente extinto pela Regime Militar de 1964. O movimento só ressurgiu em 1967, nas setembradas de 1967, que foi primeira ocasião em que estudantes do segundo grau foram à rua protestar contra o regime militar.
Em 1968, Marcos Vinícius Fernandes dos Santos, ex-membro da Política Operária, organizou a Frente Estudantil Secundarista - FES, uma entidade que pretendia reerguer o Movimento Secundarista pelas bases. A União Paulista dos Estudantes Secundários, que era a entidade representativa, estava enfraquecida por disputas políticas internas, acabando por ficar reduzida a um integrante: o presidente Antonio Ribas.[carece de fontes?]
A FES atuou no apoio estudantil à greve operária de Osasco, organizada por José Ibrahim‎ e conseguiu montar uma base fortíssima no Colégio de Aplicação da USP. Liderou também a greve do Colégio Estadual MMDC (na Mooca), além de organizar estudantes para a participação nas grandes passeatas e nas assembleias realizadas na Cidade Universitária ou na Faculdade de Filosofia, Ciências e Letras da USP, na rua Maria Antônia, em São Paulo.
No final de 1968, a FES se dividiu, com as bases das zonas centro e oeste assumindo o comando da UPES no congresso realizado dois meses antes de sua desarticulação, que foi feita pelo Governo Militar ao instaurar o Ato Institucional Número Cinco.
Os dirigentes das bases das zonas leste e oeste, por sua vez, permaneceram independentes e logo ingressaram na Vanguarda Popular Revolucionária. Entre eles, Marcos Vinícius, Yoshinaga Massafumi, Celso Lungaretti e de dois jovens mortos pela repressão: Eremias Delizoicov e Gerson Theodoro dos Santos.
Já Antonio Ribas, que era militante do PCdoB, acabou participando da Guerrilha do Araguaia. Morto pelos militares, seu corpo jamais foi encontrado.